# Erwin Vollmer

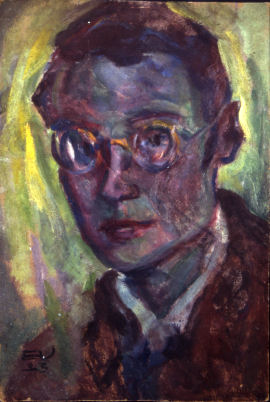
Erwin Vollmer (Selbstbildnis, 1923)

Erwin Vollmer (* 19. Oktober 1884 in Berlin; † 27. Juni 1973 in Rehlingen bei Lüneburg) war ein deutscher Maler und Bildhauer.

## Leben
Vollmer entstammt einer norddeutschen Künstlerfamilie. Sein Großvater war der Hamburger Landschafts- und Marinemaler Adolph Friedrich Vollmer (1806–1875). Sein Vater Johannes Vollmer (1845–1920) war ein Architekt des deutschen protestantischen Kirchenbaues und lehrte an der Technischen Hochschule Charlottenburg. Sein älterer Bruder war der Kunsthistoriker Hans Vollmer, langjähriger Bearbeiter und Herausgeber des Allgemeinen Lexikons der Bildenden Künstler von der Antike bis zur Gegenwart und des Allgemeinen Lexikons der bildenden Künstler des XX. Jahrhunderts.
Seinen ersten künstlerischen Unterricht erhielt Vollmer an der Hochschule der bildenden Künste, Charlottenburg bei dem Berliner Landschaftsmaler Paul Vorgang. Von 1904 bis 1908 folgte ein Studium an der Kunstschule Weimar bei Ludwig von Hofmann, Theodor Hagen, Sascha Schneider und Hans Olde. Dort traf er unter anderen Willy Preetorius, Otto Illies, Rudolf Siegmund und Ivo Hauptmann. Mit Preetorius und Illies blieb er in lebenslanger Freundschaft verbunden. Erwin Vollmer bekam bereits 1906 als Kunststudent die Möglichkeit, sich an der dritten Ausstellung des Deutschen Künstlerbundes (DKB) in Weimar mit dem Ölgemälde Maiabend zu beteiligen. Eine figürliche Arbeit Abschied (Öl auf Ldw.) wurde für die Ausstellung der Berliner Secession 1908 angenommen. Nach seiner Ausbildung wurde er als ordentliches Mitglied in den DKB aufgenommen, sein Name findet sich noch bis zur Zwangsauflösung des Künstlerbundes im Mitgliederverzeichnis von 1936.
Vollmer fand in der kargen Lüneburger Heide eine seinem Wesen verwandte Landschaft. Er ließ sich um 1908 in dem Dorf Rehlingen – damals noch von ausgedehnten Heideflächen umgeben – nieder und lebte dort in dieser Abgeschiedenheit sein Leben lang. Studienreisen führten ihn 1928 nach Finnland, 1935 an die Rega in Pommern, auch wiederholt zu Otto Illies in den Harz und zu Willy Preetorius nach Kreuth am Tegernsee.
Vollmer hatte zwei Töchter aus seiner ersten Ehe mit Erna Sparkuhl (1889–1930) und aus seiner zweiten Ehe mit Erna Christine Kresina (1907–1996) eine Tochter und einen Sohn. Erna Christine heiratete nach seinem Tode den deutsch-amerikanischen Historiker Fritz T. Epstein, den sie als junge Studentin in Hamburg kennengelernt hatte und mit dem sie – mit kriegsbedingter Unterbrechung – in Verbindung geblieben war.
1914 zum Militär eingezogen, wurde Vollmer wegen schon damals beeinträchtigter Sehkraft entlassen. Diese verschlechterte sich zunehmend im Alter. Trotz starker Behinderung, vor allem in den letzten 10 bis 15 Jahren, malte Vollmer jedoch bis zu seinem Tode.

## Werk
Vollmers Themen umfassen überwiegend die Landschaft, vor allem die einsame Heide im Spät-Herbst und Winter, und auch Menschen dieser Landschaft bei der Arbeit. Ein ihn immer wieder beschäftigendes Thema war die menschliche Gestalt als Verkörperung seelischen Empfindens: ihnen haftet nichts persönliches an. In der Darstellung figürlicher Gruppen bleibt L. von Hoffmanns Einfluss seiner vom Jugendstil geprägten Kompositionen rhythmisch bewegter Figuren in einer Ideallandschaft bis in die 30er Jahre [und auch später noch] spürbar. Als Beispiele seien die Bilder Musizierende Frauen (1918) und Sintflut von 1944 genannt.
Als Bildhauer ist Vollmer Autodidakt. Die Kleinplastiken – Akte und Tiere – sind in Terrakotta und Bronze ausgeführt.
Nach pointillistischen und impressionistischen Versuchen, angeregt durch Hans Olde, (z. B.:  Belvederer Allee Weimar 1907) findet Vollmer in den 20er Jahren seine ihm eigene expressionistische Ausdrucksweise, die immer von der Farbe ausgeht. Die Farben wie auch die Grundstimmung sind vorwiegend düster: dunkle Grün, Blau und Braun überwiegen. Das Spätwerk zeichnet sich durch zunehmende Vereinfachung der Form und stärkere Intensität der Farbe aus. Hanna Fueß (1941) sah eine Wesensverwandtschaft des Menschen mit dieser Landschaft: „der wolkenverhangene Himmel über der kargen braunen Heide lastend und seine Menschen sind eine unlösliche Einheit.“ Von den Bildern, wie aus einer „elementaren Urkraft“ geschaffen, geht eine „urwüchsige Kraft aus, der jede Sentimentalität fehlt“. Auch die Grundstimmung der Bilder mit religiöser Thematik – immer wieder aufgegriffene alttestamentliche und mythologische Motive – ist dunkel und schwer: „Menschen erscheinen meist nicht als Handelnde, sondern eher als Objekte des göttlichen Willens, Strenge und Unerbittlichkeit prägen die Bilder.“
Eine religiöse Grundstimmung beschränkt sich nach Otto Fischer (1955) nicht nur auf diese direkt von der Thematik bestimmten Bilder: Eine „traumhafte Erahnung des Unendlichen“ durchzieht und vereinigt Vollmers gesamtes figürliche und landschaftliche Werk. Der Himmel, die Erde, Bäume und Tiere (ganz selten auch Menschen) sind als „Werke des Schöpfers“ Zeugen der „göttlichen Ordnung der Natur“. Der Mensch jedoch wird als verloren zwischen dem Diesseits und dem Jenseits dargestellt.
Werke Vollmers sind in folgenden Museen vertreten: Albert-König-Museum Unterlüß, Museum für das Fürstentum Lüneburg, Bomann-Museum Celle, Gleimhaus Halberstadt, Altonaer Museum Hamburg, und im Pommersches Landesmuseum in Greifswald. Nach seinen erfolgreichen Einzelausstellungen in den 1950er Jahren erfolgten weitere offizielle Ankäufe u. a. durch das Arbeitsamt Lüneburg sowie das Bundespräsidialamt in Bonn.

Galerie
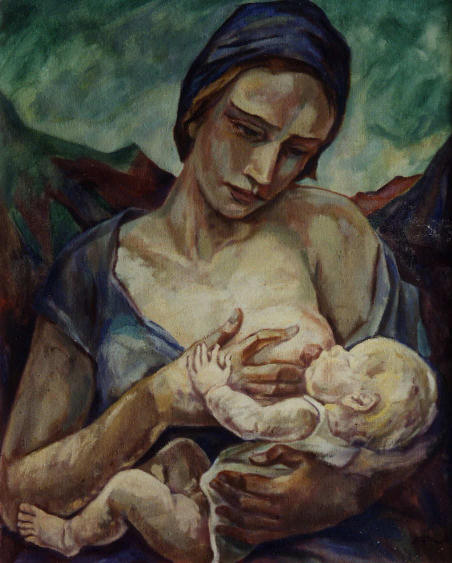
Junge Mutter 1930
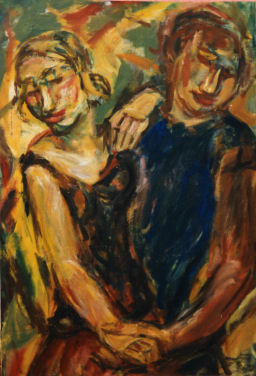
Paar (Tanz) 1962
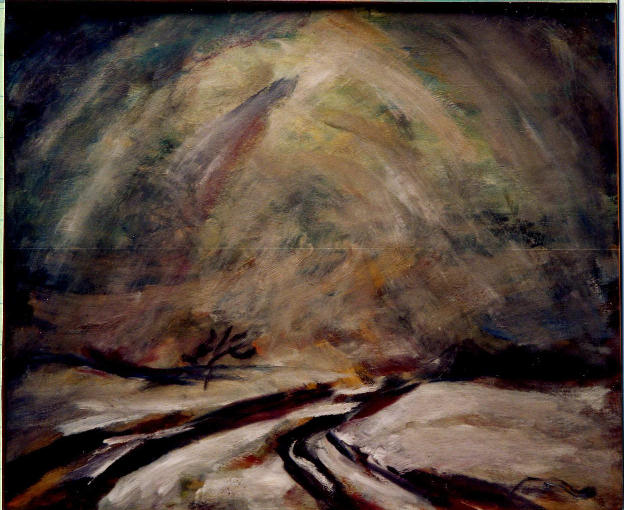
Winternacht 1955
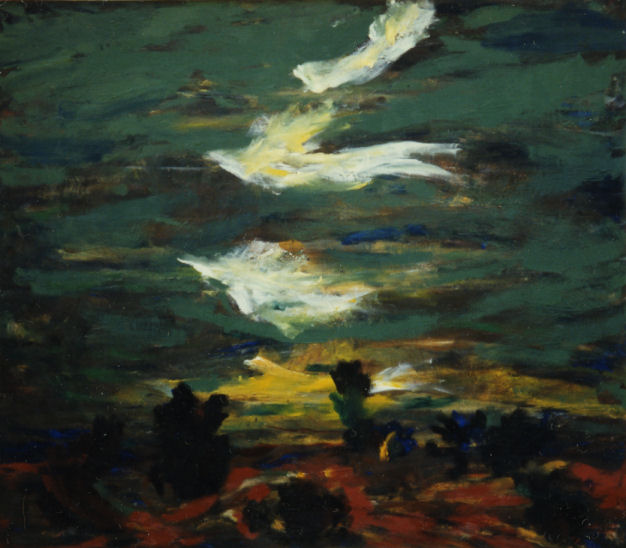
Heide 1968
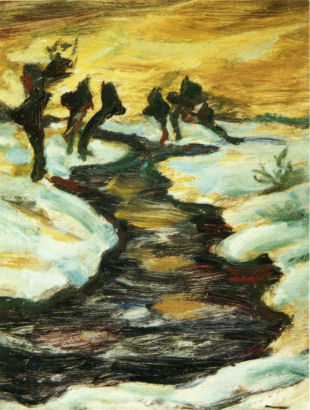
Winterbach 1948
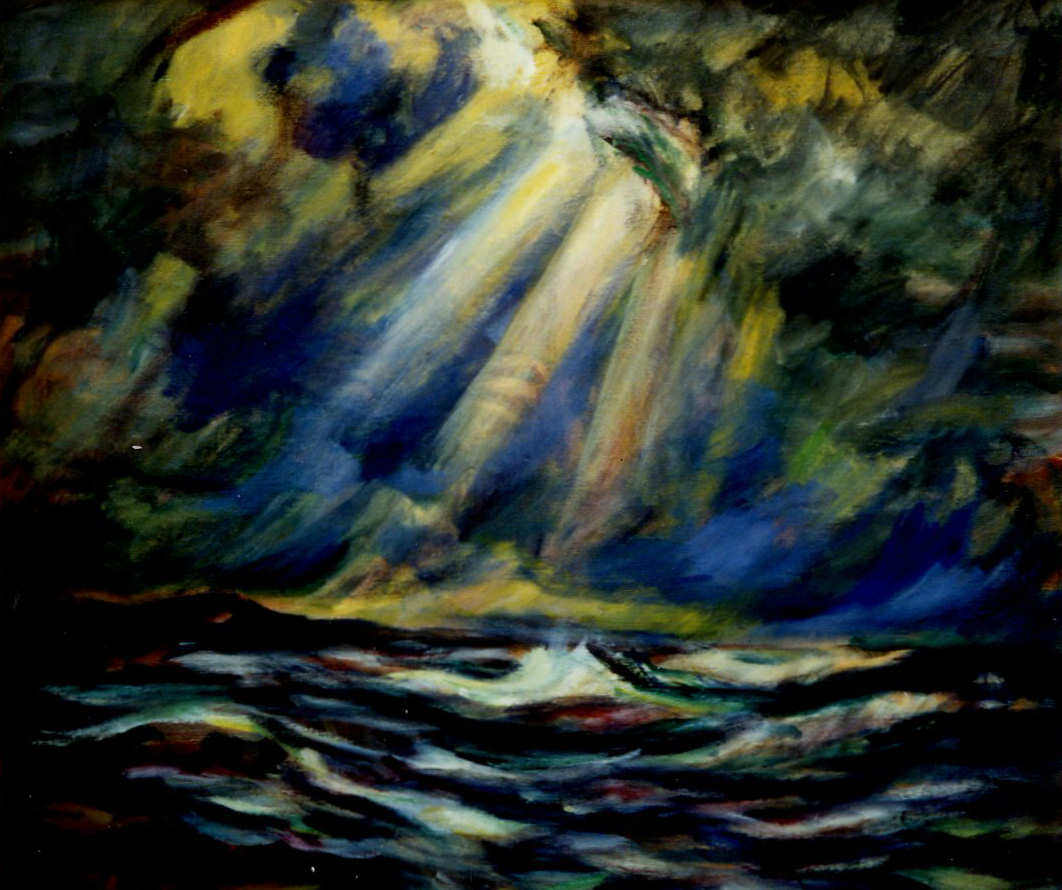
Schöpfungstag 1946